# 藤田雄山
藤田 雄山（ふじた ゆうざん、1949年〈昭和24年〉4月19日 - 2015年〈平成27年〉12月18日）は、日本の政治家。参議院議員、広島県知事（第59、60、61、62代）。
1989年、参院選に自民党から立候補し当選。任期途中の1993年に広島県知事選に44歳で初当選、当時全国最年少の知事に就任。4期16年務めた。参議院議長を務めた藤田正明の長男。

## 経歴
広島県広島市翠町（現：南区翠）出身。父親の藤田正明は藤田組（現：フジタ）に勤務（後に同社副社長）。
1949年4月19日、三男一女を持つ4人兄弟姉妹の長男として誕生。
修道高等学校から成蹊高等学校に転入。1972年3月、慶應義塾大学商学部卒業。1972年4月、三井物産に入社。
参議院議員の父・正明の秘書を務め、1989年の父の後継者として参議院選挙に立候補し初当選、参議院議員になる。
1993年の広島県知事選挙に出馬し初当選し公選第6代広島県知事に就任。戦後生まれ4人目で当時全国最年少の44歳での知事就任だった。知事として、地方分権改革に取り組み、県内市町村の合併を積極的に推進した。
2006年に政治資金パーティーの収入を過小申告したとして後援会元事務局長が政治資金規正法違反で有罪判決を受ける。また2007年には1997年の広島県知事選挙時に広島県議員に裏金が渡った容疑が浮上し自民党の一部会派との対立を深め、2006年12月と2007年3月に広島県議会から知事辞職勧告決議を受けた。
2009年4月に自らの健康問題も発覚し、健康診断で直腸がんと診断され腫瘍の摘出手術を受けた。同年6月8日に公務へ復帰したが5期目の知事選は目指さず引退した。引退後、日本赤十字社広島県支部の支部長を務めた。2015年（平成27年）12月18日、広島市南区の県立広島病院で誤嚥性肺炎のため死去した。66歳没。

## 政策
- 知事として、市町村合併を進め、県内に86あった自治体を現在の23に再編したほか、広島空港の滑走路の延長や高速道路の整備などによって県の活性化に取り組んだ[7]。
- 藤田は景観論争となっている福山市の鞆の浦の埋立て架橋計画問題について、一貫して計画推進の立場をとっており、2008年10月20日の会見で、埋め立て免許差し止めの訴訟も起きている広島県福山市の名勝・鞆の浦の開発の問題について「学者たちの意見を聞く必要は全くない」との考えを強調した。（詳細は鞆の浦埋立て架橋計画問題を参照のこと）

## 不祥事

### 知事交際費問題
2001年6月、藤田知事が自民党議員会の役員14人と料亭で会食した際、その費用48万円の支払に知事交際費を充てたことについて、広島地方裁判所は「会合は合理的な必要性が認められない」として全額返還を命じる判決を下した。

### 後援会事件
2005年、自身の後援会が政治資金パーティーの収入額を実際よりも過少申告したとして、後援会幹部が政治資金規正法違反（虚偽申告）の疑いで逮捕された（後に有罪が確定）。県議会では、藤田に対し辞職勧告決議案が2度（2006年12月と2007年3月）可決されたが、勧告に法的拘束力はなく、藤田は知事辞職を拒否した。2007年7月、法的拘束力を有する不信任案が県議会に提出されたが、26対39で否決された。
2007年4月に行われた広島県議会選挙で藤田陣営から金銭を送られたと中国新聞に実名で報道された県議会議員が多数落選したため、広島県政史上自民党系の県議の数が最も少なくなった。

## 発言
- 2007年10月の広島市で10代後半の女性が、アメリカ海兵隊岩国基地所属（山口県岩国市）の4人の米兵に集団暴行された事件を受け、同月20日に広島市内で行われた「日本女性会議2007ひろしま」での挨拶で、「朝の3時ごろまで、盛り場でうろうろしている未成年もどうかと思うんでありますけれども、米兵による暴行事件が起きました。誠に遺憾であり、強く抗議したい」と発言した。

## 評価
- 朝日新聞が実施した「全国知事支持率世論調査」（2007年7月21日朝刊）によれば、調査対象になった46都道府県（県知事選挙中の群馬県を除く）の中で、最低支持率 (17%) と最高不支持率 (56%) を記録した。
- 2015年12月、藤田が亡くなったことについて湯崎英彦広島県知事は記者団に対し、「藤田氏はバブル崩壊後という難しい時代に知事に就任し、県内の産業構造の転換のほか、分権や教育改革の推進など広島県の変革に大きな功績を残された。」と述べた[7]。

## 家族・親族
藤田家
建設会社のフジタは広島県賀茂郡中黒瀬村字大多田（現・東広島市黒瀬町）の農家に生まれた藤田一郎と定市（正明の父、雄山の祖父）の兄弟が広島市で行っていた土木建築請負業に始まる。
- 祖父・定市[12][13]（1889年 - 1973年、実業家、フジタ工業会長、広島商工会議所会頭）[11] - 住所は広島市翠町[13]、東京都渋谷区元代々木町。
- 祖母・マサノ（1900年 - ?、広島、湯川又一の長女）[12][13]
- 父・正明[12][13]（1922年 - 1996年、実業家、政治家・参議院議員[11]） - 住所は広島市南区翠町、東京都渋谷区元代々木町[14]。
- 母（広島、大原博夫の三女）[11]
- 弟
  - 公康（実業家、ビーアールホールディングス代表取締役社長、1950年 - ）[11]
  - 衛成（馬主、実業家、トウショウ牧場オーナー、トウショウ産業代表取締役社長）[11]
- 妻（佐藤進の長女）[11]
- 子

親戚
- 遠藤政夫（政治家）[11] - 参議院議員。
- 大原博夫（医師、政治家）[11] - 母方の祖父。広島県知事や衆議院議員をつとめた。
- 佐藤進（実業家）[11] - 妻の父。佐藤製薬社長。
- 塩澤護（実業家）[11] - 養命酒製造社長。
- 塩澤公朗[11] - 北野建設副社長。
- 藤田一郎（実業家） - 大伯父。広島県多額納税者。藤田組代表者。
- 藤田一暁（実業家）[11][12] - 伯父。フジタ3代目社長。
- 藤田一憲（実業家）[11] - 従弟。フジタ4代目社長。

## 略歴
- 1972年4月 - 三井物産入社[5]（ - 1982年）。
- 1982年9月 - 参議院議員（父・正明）秘書に。
- 1989年7月 - 参議院選挙に立候補。初当選。
- 1993年11月 - 広島県知事選挙に立候補。初当選（当時、44歳、最年少の知事）[3]。
- 1995年 - ベストドレッサー賞（政治・経済部門）受賞。
- 1997年11月9日 - 知事選で再選。
- 2001年11月4日 - 知事選で3選（無所属、自・民・公・由・保推薦）。
- 2005年11月6日 - 知事選で4選（無所属、自・公・国民新党推薦）。
- 2006年12月18日 - 県議会、知事辞職勧告決議を可決。
- 2007年3月18日 - 県議会から2度目の辞職勧告決議。
- 2009年
  - 4月17日 - 定期健康診断において大腸に腫瘍が認められたことを発表、同日より県立広島病院に入院。
  - 6月8日 - 公務復帰。
  - 6月24日 - 11月の知事選には出馬しないことを発表。
- 2015年12月18日 - 死去。同日付で叙正四位、旭日重光章[15]。

## 兼職役職一覧
- （社）日本住宅協会理事
- （財）広島県水泳連盟会長